# Anatole Plante
Anatole Plante est un homme politique québécois (17 mars 1893 à Québec - 23 mai 1981 à Montréal). Il est le député libéral provincial de Montréal-Mercier de 1927 à 1936.